# 萬卡萬卡區
萬卡萬卡區（西班牙語：Distrito de Huanca Huanca），是秘魯的一個區，位於該國中南部萬卡韋利卡大區的安拉賴斯省，始建於1941年2月28日，面積109.96平方公里，海拔高度3,567米，2005年人口1,664，人口密度每平方公里15人。